# Oberhausen, Weilheim-Schongau
Oberhausen là một đô thị tại huyện Weilheim-Schongau, bang Bayern, Đức.